# 역기전력
역기전력(Counter-electromotive force, counter EMF, CEMF, back EMF)은 그것을 유도한 전류의 변화에 반대되는 전압으로 나타나는 기전력이다. CEMF는 전자기 유도에 의해 발생하는 기전력이다.

## 상세 설명
예를 들어, 유도자나 코일에 나타나는 전압은 코일 내의 자기장 변화를 유발하는 전류 변화에 기인하며, 따라서 자체 유도 전압이다. 매 순간 전압의 전기 극성은 전류를 일정하게 유지하기 위해 인가 전압 변화에 반대된다.
역기전력이라는 용어는 전동기에서 회전자와 전동기의 계자 코일 또는 영구 자석 계자에 의해 생성된 자기장 사이의 상대적인 운동이 있을 때 발생하는 전압을 가리키는 데 흔히 사용되며, 따라서 전동기로 작동하는 동안 발전기 역할도 한다. 이 효과는 패러데이 법칙에 따라 변화하는 전류에 반대되는 전압을 생성하는 전동기의 유도계수 때문이 아니라 별개의 현상이다. 즉, 역기전력도 유도와 패러데이 법칙에 의한 것이지만, 전동기 전류가 변하지 않을 때에도 발생하며 자기장 내에서 회전하는 회전자의 기하학적 고려사항에서 비롯된다.
이 전압은 직렬로 연결되어 원래 인가된 전압에 반대되며 "역기전력"이라고 불린다(렌츠의 법칙에 의함). 전동기가 더 빨리 회전함에 따라 전동기의 내부 저항에 걸리는 전체 전압이 낮아져 전동기로 흐르는 전류가 감소한다. 이 현상의 실제적인 응용 중 하나는 전동기 속도와 위치를 간접적으로 측정하는 것인데, 역기전력은 회전자의 회전 속도에 비례하기 때문이다.
전동기 제어 및 로봇 공학에서 역기전력은 특정 방식으로 전동기를 더 잘 제어하기 위해 회전하는 전동기에 의해 생성된 전압을 실제로 사용하여 전동기 회전 속도를 추론하는 것을 가장 구체적으로 의미하는 경우가 많다.
전동기의 역기전력 효과를 관찰하려면 이 간단한 연습을 수행할 수 있다. 백열등이 켜져 있는 상태에서 드릴 프레스, 톱, 에어컨 컴프레서 또는 진공청소기와 같은 대형 전동기를 작동시킨다. 전동기가 시작될 때 잠시 동안 불빛이 어두워질 수 있다. 회전자가 회전하지 않을 때(고정자라고 함) 역기전력은 없으며 전동기의 전류 소비는 상당히 높다. 전동기의 시동 전류가 충분히 높으면 라인 전압을 충분히 낮추어 불빛이 눈에 띄게 어두워지게 한다.